# Naïve Records
La Naïve Records è un'etichetta indipendente francese con sede a Parigi e attiva nella distribuzione e nella produzione di dischi di musica classica, jazz, musica pop e chanson francesi.

## Storia
È stata fondata nel 1997 da Patrick Zelnik, Gilles Paires e Eric Tong Cuong.
Nel corso degli anni la casa discografica ha acquisito altre etichette discografiche.
Nel 1998 è entrata a far parte della Naïve la etichetta Auvidis, fondata da Michel Bernstein e detentrice di un ricco catalogo di dischi di musica classica presenti nella serie Auvidis Astrée, successivamente ribattezzata Naïve Atreée.
Successivamente, nel 2000, viene acquisita la Opus 111, etichetta specializzata in dischi di musica antica fondata nel 1990 da Yolanta Skura.
Infine è la volta delle etichette Ambroisie (specializzata in registrazioni di artisti emergenti della musica classica) e Montaigne (specializzata nella musica contemporanea).
Nel 2016, Naïve diventa una filiale di Believe.